# سيلفيو بروتو
سيلفيو بروتو (بالإيطالية: Silvio Proto)‏ (23 مايو 1983 بلجيكا - ) هو لاعب كرة قدم بلجيكي، يلعب كحارس مرمى.

## روابط خارجية
- سيلفيو بروتو على موقع الاتحاد البلجيكي (الإنجليزية)
- سيلفيو بروتو على موقع إي إس بي إن إف سي (الإنجليزية)
- سيلفيو بروتو على موقع قاعدة بيانات كرة القدم.إي يو (الإنجليزية)
- سيلفيو بروتو على موقع ناشيونال فوتبول تيمز (الإنجليزية)
- سيلفيو بروتو على موقع Soccerbase.com (لاعب) (الإنجليزية)
- سيلفيو بروتو على موقع Soccerway.com (الإنجليزية)
- سيلفيو بروتو على موقع عالم كرة القدم.نت (الإنجليزية)
- سيلفيو بروتو على موقع AS.com (الإسبانية)